# 261 (tal)
261 är det naturliga talet som följer 260 och som följs av 262.

## Inom vetenskapen
- 261 Prymno, en asteroid.

## Inom matematiken
- 261 är ett udda tal.
- 261 är ett nonagontal
- 261 är ett Harshadtal
- 261 är ett nonadekagontal.